# Tannsjön, Ångermanland
Tannsjön är en sjö i Strömsunds kommun i Ångermanland och ingår i Ångermanälvens huvudavrinningsområde. Sjön är 8,8 meter djup, har en yta på 1,25 kvadratkilometer och befinner sig 324,9 meter över havet. Sjön avvattnas av vattendraget Tannån.

## Delavrinningsområde
Tannsjön ingår i det delavrinningsområde (710193-153839) som SMHI kallar för Utloppet av Tannsjön. Medelhöjden är 352 meter över havet och ytan är 9,41 kvadratkilometer. Räknas de 9 avrinningsområdena uppströms in blir den ackumulerade arean 69,88 kvadratkilometer. Tannån som avvattnar avrinningsområdet har biflödesordning 4, vilket innebär att vattnet flödar genom totalt 4 vattendrag innan det når havet efter 194 kilometer. Avrinningsområdet består mestadels av skog (62 procent). Avrinningsområdet har 1,25 kvadratkilometer vattenytor vilket ger det en sjöprocent på 13,3 procent.